# Geréb László (író)
Geréb László, 1945-ig Gerő László (Budapest, Erzsébetváros, 1905. június 2. – Budapest, 1962. december 10.) magyar író, irodalomtörténész, műfordító, Germanus Gyula (1884–1979) unokaöccse.

## Életpályája
Tanulmányait a pécsi Erzsébet Tudományegyetemen végezte, ahol 1931-ben doktori oklevelet szerzett, majd öt évvel később ügyvédi vizsgát tett. 1931 és 1936 között ügyvédjelölt, 1936 és 1944 között ügyvéd volt. 1948-ban a budapesti Pázmány Péter Tudományegyetemen magyar–latin szakos tanári oklevelet szerzett. 1945–1946-ban a Zala Megyei Földhivatal vezetője volt. 1946–1652 között a Fővárosi Szabó Ervin Könyvtár tudományos munkatársaként dolgozott.
Első feleségét, Klein Margitot 1931. október 23-án vette feleségül, akitől Anna nevű lánya 1932-ben született. Nyilas Mártával kötött házasságából két gyermek, Zsófia (1953) és Mihály (1954) látta meg a napvilágot. Özvegye Kornfeld Viktória volt, akivel László nevű gyermekük született (1961).
A Farkasréti temetőben nyugszik.

## Munkássága
Az 1930-as évektől kezdve fordította és ismertette a középkor és a reneszánsz latin nyelvű magyar irodalmát, így Janus Pannonius költeményeit, Taurinus Paraszti háborúját (1946), Bonfini, Thuróczi-krónika, Kálti Márk, Küküllei János és a Névtelen Minorita krónikáit (1943; 1958-1960). Tervezete alapján valósult meg a krónikák „Monumenta Hungarica”-sorozata.
Bibliográfiáiban, tanulmányaiban a 15-18. század osztályharcait, majd úttörőként a magyar irodalom kezdeti iparimunkás-ábrázolásait dolgozta fel. Regényei történeti korrajzok az ifjúság számára. II. Rákóczi Ferenc, Kazinczy Ferenc, Gvadányi József, Petőfi Sándor, Táncsics Mihály műveiből, az 1950 körüli munkástárgyú novellákból (Vihar előtt, 1956), Pogány József irodalmi tanulmányaiból rendezett sajtó alá válogatásokat.

## Művei
- Mátyás király lantosa (regény, Budapest, 1940) Online elérhetőség
- Ákos vitéz útja. Történelmi regény az ifjúság számára. Gereben László néven. (regény, Budapest, 1942) Online elérhetőség
- A magyar renaissance költői (1947) Online elérhetőség
- A mi irodalmunk. A munkásműveltség könyve. (Budapest, 1947)
- Galamb Miska kalandjai (ifjúsági regény, 1948) Online elérhetőség
- Bibliográfia a hazai parasztlázadások verses és elbeszélő irodalmához 15-18. század (1949)
- A magyar középkor költészete (versek, 1950, 2006) Online elérhetőség
- A magyar parasztháborúk irodalma 1437-1514-ig (1950)
- A Párizsi Kommün az egykorú magyar irodalomban (1951)
- Kiált Patak vára (ifjúsági regény, Budapest, 1951) Online elérhetőség
- Buvár Kund (ifjúsági regény, Budapest, 1951, 1956)
- A parasztgenerális (ifjúsági regény, Budapest, 1954) Online elérhetőség
- A hazai osztályharcok irodalma 1525-1660 (1955) Online elérhetőség
- Búvár Kund. Illusztrálta Kass János. (ifjúsági regény, 2. bővített kiadás, Budapest, 1956)
- Béni János útja. Illusztrálta Zórád Ernő. (ifjúsági regény, Budapest, 1958) Online elérhetőség
- Munkásélet és munkásmozgalom a magyar irodalomban, 1867-1871 (1959)
- A munkásügy irodalmunkban 1832-1907 (1961)
- Égő világ. Illusztrálta Boromisza Zsolt. (történelmi regény, Budapest, 1961) Online elérhetőség
- Orczy Lőrincz igazi arca (Világosság, 1961)
- A munkásügy irodalmunkban. 1832–1907. Tanulmányok. (Irodalomtörténeti füzetek. 34. Budapest, 1962)
- Pázmány Péter és a magyar irodalom (Világosság, 1963)
- Búvár Kund. Illusztrálta Szecskó Péter. (ifjúsági regény, Delfin Könyvek. 3. kiadás, Budapest, 1976, 4. kiadás, 1982)
- Búvár Kund (ifjúsági regény, Robinson. 5. kiadás: Budapest, 1992)
- Regényes históriák, históriás regények. 6. kiadás (Hajdúböszörmény, 2009)

### Fordításai
- Janus Pannonius: A Duna mellől. Versek. (Budapest, 1940)
- Morus Tamás: Utopia (Budapest, 1941)
- II. Rákóczi Ferenc emlékezései és vallomásai. Szemelvények a Confessio peccatoris és a Mémoiresból. (Budapest, 1942)
- Bonfini: Mátyás király. Szemelvények. Összeállította, fordította. (Budapest, 1943)
- Defoe: Bob kapitány (ifjúsági regény, Budapest, 1943)
- Janus Pannonius: Itáliai évek. Versek. Pohárnok Zoltán fametszeteivel. (Budapest, 1943)
- Taurinus István: Paraszti háború. Hősköltemény Dózsa György harcáról, tettéről, haláláról. Címlapterv: Kardos Erzsébet. (Budapest, 1946, 2. kiadás: 1972)
- A magyar renaissance költői. Vál., ford. (Budapest, 1947)
- A fakó lovacska. Kazah népmesék. Fordította Balázs Bélával. Róna Emmy rajzaival. (Budapest, 1949, 2. kiadás: 1958)
- A magyar középkor költészete. Fordította, a bevezető tanulmányt írta. (Budapest, 1950)
- Bonfini: Mátyás király. Tíz könyv a magyar történetéből. Fordította. A bevezető tanulmányt Kardos Tibor írta. (Budapest, 1959)
- Képes Krónika. Kálti Márk krónikája a magyarok tetteiről. Fordította. A bevezető tanulmányt Kardos Tibor, a kísérő művészettörténeti tanulmányt Berkovits Ilona írta. (Budapest, 1959, 2. kiadás: 1978)
- Küküllei János és a Névtelen Minorita krónikája. Fordította. A bevezető tanulmányt Trencsényi-Waldapfel Imre írta. (Budapest, 1960)
- Balázs Béla: Lehetetlen emberek. Fordította Nyilas Verával. A bevezető tanulmányt Szabolcsi Miklós írta. (Budapest, 1965, 2. kiadás: 1984)
- Képes Krónika. Kálti Márk krónikája a magyarok tetteiről. Fordította. A művészettörténeti kísérő tanulmányt Csapodiné Gárdonyi Klára írta. (Budapest, 1971)
- Küküllei János és a Névtelen Minorita krónikája. Fordította. A bevezető tanulmányt Trencsényi-Waldapfel Imre írta, a színes grafikákat Füzesséryné Hoich Luca készítette. (Budapest, 1978)
- Képes Krónika a magyarok régi és legújabb tetteiről… Ford. Az utószót Tarján Tamás írta. (Budapest, 1993)
- A magyar középkor költészete. Ford. Az utószót Pompor Zoltán írta, illusztrálta Veres Dorottya. (Budapest, 2006)